# Liu Xin
Liu Xin (en xinès 劉歆 - 刘歆, Wade-Giles Liu Hsin) (46 aC – 23 dC), més tard anomenat Liu Xiu (劉秀 - 刘秀, pinyin Liú Xiù) o Zijun (子駿 - 子骏, Zǐjùn), va ser un astrònom i historiador xinès que va viure durant la Dinastia Xin (9–23).
Ell era fill de l'estudiós confucià Liu Xiang (77–6 aC) i és associat a altres pensadors destacats com per exemple el filòsof Huan Tan († 28 dC). Va fundar l'escola confuciana dita 'dels texts antics' i va crear un nou sistema astronòmic, anomenat la 'Triple Concordança'.